# Bahnstrecke Neuburxdorf–Mühlberg
| Streckennummer: | 6827                    |                                             |                                             |
| Kursbuchstrecke: | 153u (1934) 163c (1946) |                                             |                                             |
| Streckenlänge: | 7,5 km                  |                                             |                                             |
| Spurweite: | 1435 mm (Normalspur)    |                                             |                                             |
| |                         |                                             |                                             |
| \| \| \| von Röderau \| \| \| \| 0,0 \| Neuburxdorf früher Burxdorf (Prov. Sachsen) \| Neuburxdorf früher Burxdorf (Prov. Sachsen) \| \| \| \| nach Jüterbog \| \| \| \| 2,3 \| Langenrieth \| Langenrieth \| \| \| 4,5 \| Anschluss Zuckerfabrik \| Anschluss Zuckerfabrik \| \| \| 5,0 \| Brottewitz \| Brottewitz \| \| \| 6,0 \| Mühlberg-Weinberge früher Weinberge \| Mühlberg-Weinberge früher Weinberge \| \| \| 6,8 \| Anschluss Kieswerk \| Anschluss Kieswerk \| \| \| 7,5 \| Mühlberg (Elbe) \| Mühlberg (Elbe) \| |                         |                                             |                                             |
| Strecke |                         | von Röderau                                 | von Röderau                                 |
| Dienststation / Betriebs- oder Güterbahnhof | 0,0                     | Neuburxdorf früher Burxdorf (Prov. Sachsen) | Neuburxdorf früher Burxdorf (Prov. Sachsen) |
| Abzweig geradeaus und nach rechts |                         | nach Jüterbog                               | nach Jüterbog                               |
| ehemaliger Haltepunkt / Haltestelle | 2,3                     | Langenrieth                                 | Langenrieth                                 |
| Abzweig geradeaus und ehemals nach rechts | 4,5                     | Anschluss Zuckerfabrik                      | Anschluss Zuckerfabrik                      |
| ehemaliger Haltepunkt / Haltestelle | 5,0                     | Brottewitz                                  | Brottewitz                                  |
| ehemaliger Haltepunkt / Haltestelle | 6,0                     | Mühlberg-Weinberge früher Weinberge         | Mühlberg-Weinberge früher Weinberge         |
| Abzweig ehemals geradeaus und nach links | 6,8                     | Anschluss Kieswerk                          | Anschluss Kieswerk                          |
| Kopfbahnhof Streckenende (Strecke außer Betrieb) | 7,5                     | Mühlberg (Elbe)                             | Mühlberg (Elbe)                             |

Die Bahnstrecke Neuburxdorf–Mühlberg ist eine normalspurige Nebenbahn in Brandenburg, die ursprünglich von der Kleinbahn-Aktiengesellschaft Burxdorf–Mühlberg errichtet und betrieben wurde. Die Strecke zweigt in Neuburxdorf von der Bahnstrecke Jüterbog–Röderau ab und führt nach Mühlberg/Elbe.

## Geschichte

### Streckeneröffnung 1909

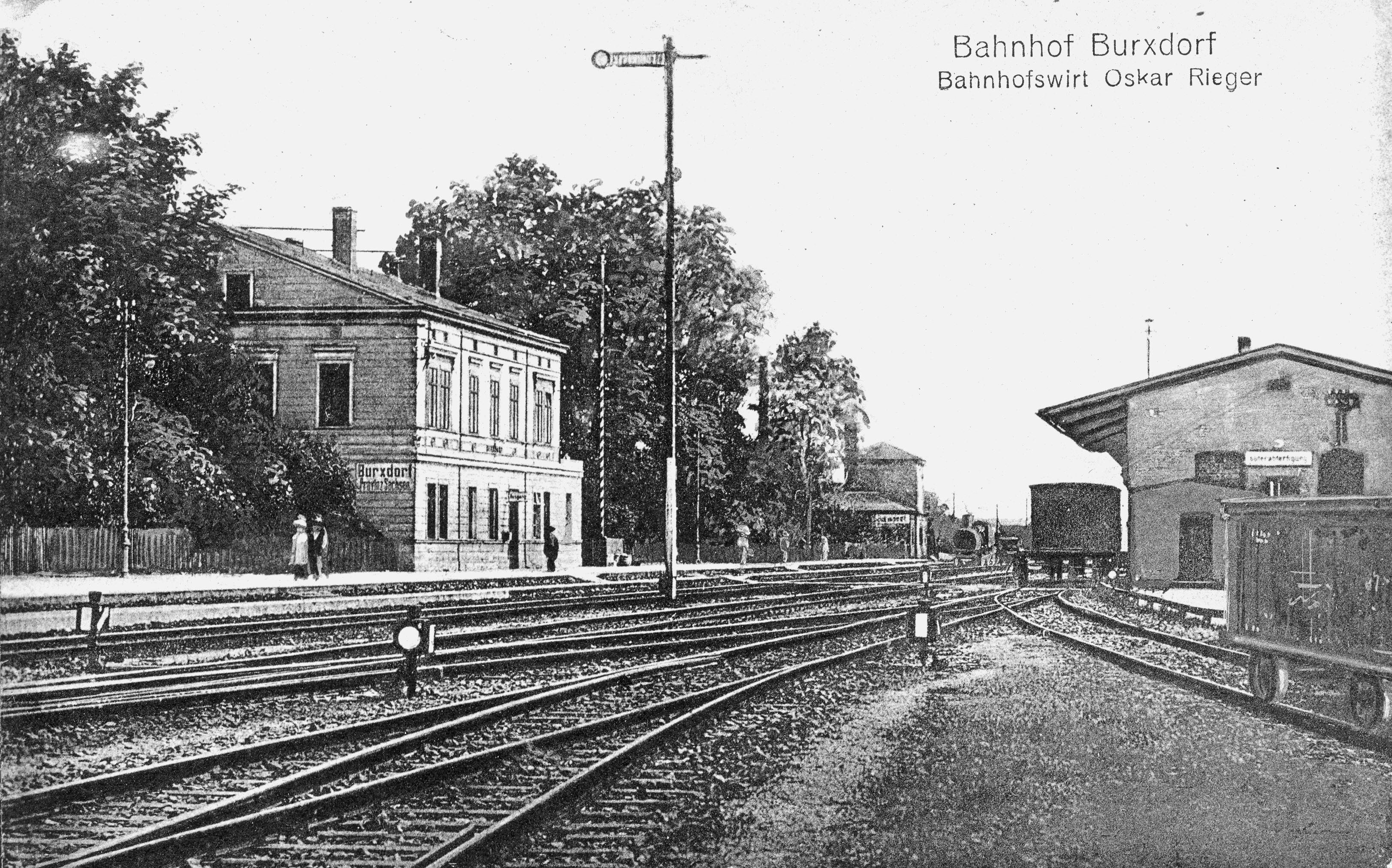
Bahnhof Burxdorf (heute Neuburxdorf) um 1900

Aktie über 1000 RM der Kleinbahn-AG Burxdorf-Mühlberg vom 25. Februar 1929

Die Kleinbahn-AG Burxdorf–Mühlberg eröffnete am 17. September 1909 den Personen- und Güterverkehr auf ihrer im heutigen Landkreis Elbe-Elster gelegenen normalspurigen Strecke. Der Kreis gehört seit der Wiedervereinigung Deutschlands zum Land Brandenburg.
Bei der Gründung am 3. Dezember 1908 hatten das Königreich Preußen, die Provinz Sachsen, der Kreis Liebenwerda, die Stadt Mühlberg und ein Mühlberger Kaufmann die Aktien übernommen. Beim Bau wurde das seit 1873 bestehende Anschlussgleis zur Zuckerfabrik in Brottewitz einbezogen.
Der Fahrzeugpark umfasste 1919 zwei Dampflokomotiven, drei Personen-, einen Pack- und 18 Güterwagen. 1939 war im Bestand nur ein Triebwagen hinzugekommen, er war 1937 bei der Gottfried Lindner AG gebaut worden. In den Jahren 1930 bis 1937 betrieb die Kleinbahn auch eine eigene Omnibuslinie von Mühlberg über Burxdorf zur Kreisstadt Liebenwerda.
Die Gesellschaft nannte sich ab 14. August 1939 Kleinbahn-AG Neuburxdorf–Mühlberg und ab 20. Oktober 1942 Eisenbahn-AG Neuburxdorf–Mühlberg.
Den Betrieb führte bis 1945/46 die Kleinbahnabteilung des Provinzialverbandes Sachsen in Merseburg. 1947 ging die Bahn über auf die Sächsische Provinzbahnen GmbH und am 1. April 1949 auf die Deutsche Reichsbahn. Diese stellte den Personenverkehr am 30. September 1961 ein.

### Übernahme durch die Deutsche Regionaleisenbahn

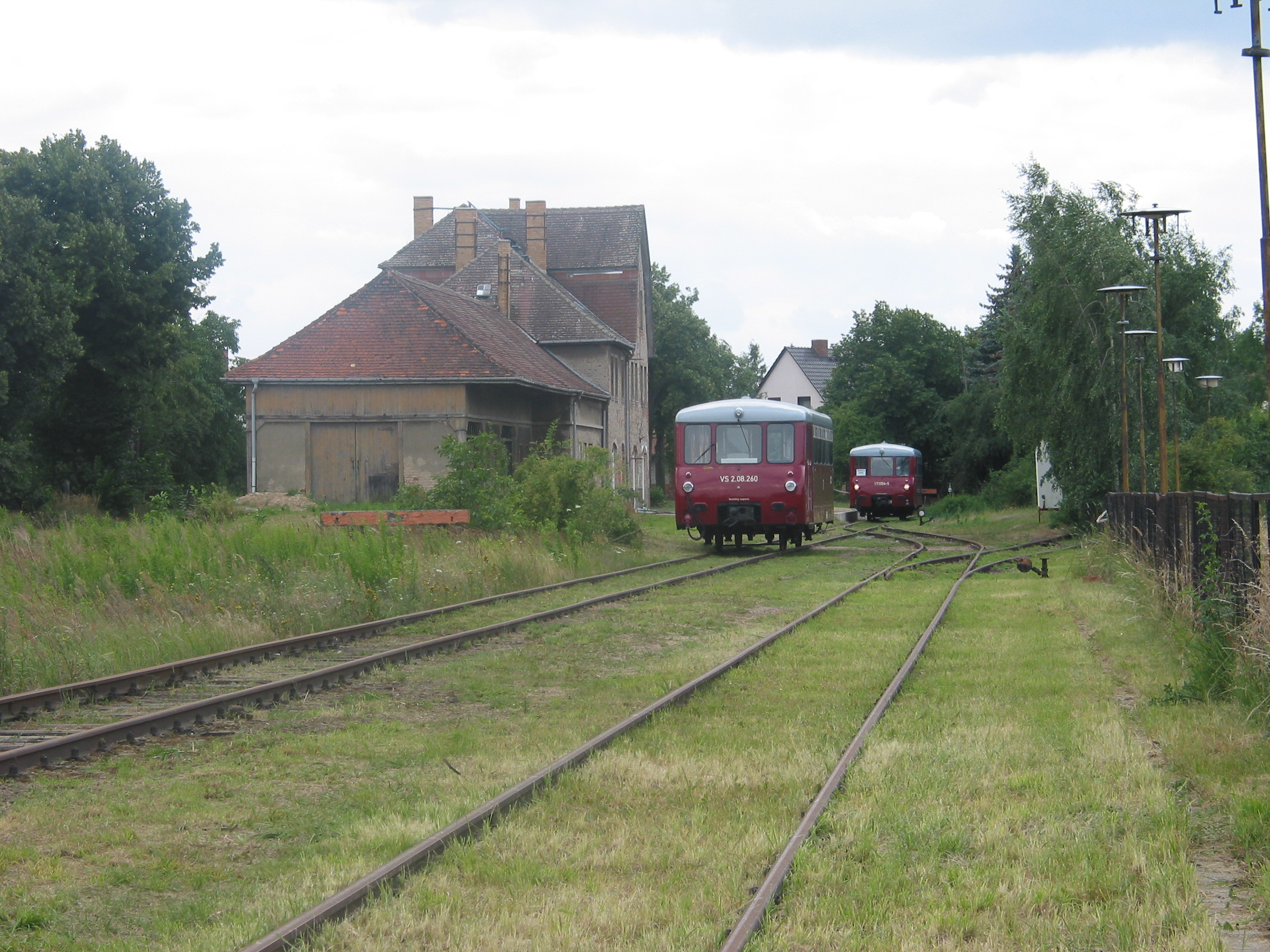
Mühlberg (Elbe) mit dem Elbe-Elster-Express (2008)

Nach 46 Jahren nahm die Deutsche Regionaleisenbahn GmbH (DRE) am 6. Juli 2007 den gelegentlichen Personenverkehr im Rahmen eines EU-finanzierten Bürgerbahnprojektes wieder nach Mühlberg auf. Für das Sommerhalbjahr 2008 war geplant, samstags zwei Zugpaare des Elbe-Elster-Express von Falkenberg/Elster nach Mühlberg zu fahren, wobei ein Zugpaar nach Schlieben verlängert werden sollte. Zuvor hatte die DRE das kurze Teilstück vom Abzweig Kieswerk zum Bahnhof Mühlberg zunächst als Anschlussbahn übernommen. Diese wurde am 25. April 2008 in eine öffentliche Infrastruktur umgewandelt.
Der planmäßige Betrieb konnte zunächst nicht aufgenommen werden, da die Grundstückseigentümerin des Bahnhofes Mühlberg eine einstweilige Verfügung beantragt hatte. Diese wurde jedoch vom Amtsgericht Bad Liebenwerda versagt, sodass der Personenverkehr am 17. Mai 2008 aufgenommen werden konnte. Im Juli 2008 wurde allerdings der Verkehr wegen zu geringer Nachfrage wieder eingestellt. Um beim Bau der Ortsumgehung (L 67) die Errichtung eines Kreuzungsbauwerks zu vermeiden, wurde der verkehrlose Abschnitt hinter dem Abzweig zum Kieswerk durch die DRE ausgeschrieben und anschließend stillgelegt.
Auf Grund fehlender Weichenverbindungen ist ein Halt am Hausbahnsteig im Bahnhof Neuburxdorf nicht möglich. Der angedachte Bau eines neuen Bahnsteigs nach der Ausfädelung der Mühlberger Strecke in der Nähe des Bahnübergangs wurde mit der erneuten Einstellung des Personenverkehrs hinfällig.

## Aussichten
Aufgrund des Güterverkehrs zum Kieswerk der Elbe-Kies GmbH in Mühlberg ist die Strecke nicht stilllegungsgefährdet.
Im Rahmen des Programms Elektrische Güterbahn des BMVI soll die Strecke elektrifiziert werden. Die Finanzierung der weiteren Planung und Umsetzung steht unter dem Vorbehalt, dass der Anschlussbetreiber eine Elektrifizierung der eigenen Gleise oder alternativ ein Konzept zum Beispiel mit Last-Mile-Lokomotiven verbindlich umsetzt.

## Streckenbeschreibung
Ausgangspunkt ist der Bahnhof Neuburxdorf, der an der von der Berlin-Anhaltischen Eisenbahn-Gesellschaft erbauten Strecke Falkenberg–Riesa liegt. Die Ausfädelung der Strecke erfolgt von dem Richtung Riesa führenden Gleis in Richtung Nordwesten. In westlicher Richtung erreicht die Bahn nach 2,3 Kilometern den Haltepunkt Langenrieth südlich des namensgebenden Ortes sowie nach 4,5 Kilometern den Anschluss zur Zuckerfabrik Brottewitz. Dort schwenkt die Trasse in einer 90 Grad-Kurve nach Süden und führt entlang der östlichen Elb-Hochterrasse nach etwa 7 Kilometern in den Anschluss des Kieswerks in Mühlberg. An dessen Beginn zweigte das ca. 700 m lange Gleis in südwestlicher Richtung zum Bahnhof der Stadt Mühlberg/Elbe ab. Hier hatte auch die Betriebsleitung ihren Sitz. Zwischen 1910 und 1918 gehörte noch eine zwei Kilometer lange Hafenbahn in Mühlberg dazu.